# مولوچیو
مولوچیو (به ایتالیایی: Molochio) یک کومونه در ایتالیا است که در استان رجو کالابریا واقع شده‌است.

## خصوصیات
مولوچیو ۳۷٫۳ کیلومترمربع مساحت و ۲٬۷۰۰ نفر جمعیت دارد.